# Phạm Duy
 (novembre 2012).
Si vous disposez d'ouvrages ou d'articles de référence ou si vous connaissez des sites web de qualité traitant du thème abordé ici, merci de compléter l'article en donnant les références utiles à sa vérifiabilité et en les liant à la section « Notes et références ».
Phạm Duy Cẩn (Hanoï, 5 octobre 1921 – Hô Chi Minh-Ville, 27 janvier 2013) est un compositeur vietnamien. Il est l'auteur de plus d'un millier de chansons qui sont considérées comme "œuvre patrimoniale" .

## Vie personnelle
Né le 5 octobre 1921 à Hanoï, Phạm Duy est le fils du journaliste et écrivain Phạm Duy Tốn, décédé à 43 ans de la tuberculose, laissant de nombreuses dettes. Il est le cadet d'une famille comprenant cinq enfants dont l'ainé est l'écrivain et ambassadeur du Vietnam en France, Phạm Duy Khiêm.

## Chansons les plus notables
Phạm Duy a écrit plus de mille chansons. Ses plus grands succès sont les suivants :
- 1954-1975 (qui a été interprétée par Khanh Ly)
- Áo Anh Sứt Chỉ Đường Tà [3]
- Bên Cầu Biên Giới [4]
- Bến Xuân (co-écrite avec Văn Cao)
- Cây Đàn Bỏ Quên
- Chỉ Chừng Đó Thôi
- Chuyện Tình Buồn (Năm Năm Rồi Không Gặp)
- Cô Bắc Kỳ Nho Nhỏ
- Cô Hái Mơ
- Con Đường Tình Ta Đi
- Còn Chút Gì Để Nhớ
- Đưa Em Tìm Động Hoa Vàng
- Ðường Chiều Lá Rụng
- Em Hiền Như Masoeur
- Giết Người Trong Mộng
- Giọt Mưa Trên Lá
- Hoa Rụng Ven Sông
- Kiếp Nào Có Yêu Nhau
- Kỷ Niệm
- Kỷ Vật Cho Em
- Minh Họa Kiều
- Mùa Thu Chết
- Ngày Xưa Hoàng Thị
- Nghìn Trùng Xa Cách
- Nha Trang Ngày Về
- Ngậm Ngùi (Poem by Huy Cận)
- Nhớ Người Thương Binh
- Nước Mắt Mùa Thu
- Nước Non Ngàn Dặm Ra Đi
- Phố Buồn
- Quê Nghèo
- Tâm Sự Gửi Về Đâu
- Thà Như Giọt Mưa
- Thuyền Viễn Xứ
- Tình Ca
- Tình Hoài Hương
- Tình Hờ
- Tiễn Em
- Tóc Mai Sợi Vắn Sợi Dài
- Tôi Còn Yêu Tôi Cứ Yêu
- Tôi Đang Mơ Giấc Mộng Dài
- Tổ khúc Bầy Chim Bỏ Xứ
- Trả Lại Em Yêu
- Tuổi Ngọc
- Tuổi Thần Tiên
- Trường ca Con Đường Cái Quan
- Việt Nam Việt Nam
- Vết Thù Trên Lưng Ngựa Hoang (co-author with Ngọc Chánh)
- Vợ Chồng Quê
- Yêu Em Vào Cõi Chết

Par ailleurs, il a traduit certaines chansons étrangères devenues populaires en langue vietnamienne :
- Chuyện Tình Yêu
- Dòng Sông Xanh
- Khi Xưa Ta Bé (Bang Bang)
- Ngày Tân Hôn
- Que Sera Sera
- Trở Về Mái Nhà Xưa

## Livres
- Hồi Ký Phạm Duy, Son autobiographie en 4 volumes.
- Phạm-Duy Musics of Vietnam,  traduit en anglais par Dale R. Whiteside - 1975